# Rožnati zimzelen
Rožnati zimzelen ali tudi madagaskarski zimzelen (znanstveno ime Catharanthus roseus) je rastlina iz družine pasjestrupovk, ki raste v tropskih gozdovih na Madagaskarju.
V divjini je vrsta ogrožena; glavni krivec je krčenje gozdov zaradi poljedelstva. Vendar rastlino v nekaterih tropskih in subtropskih predelih tudi umetno gojijo.
Gre za zimzeleno zelnato rastlino, ki zraste 1 meter v višino. Listi so ovalni do podolgovati, dolgi 2,5–9 cm, široki 1–3,5 cm. Cvetovi so bele do temnorožnate barve, v sredini so temnejši. 

## Gojenje in uporaba
Rožnati zimzelen gojijo kot zdravilno in okrasno rastlino. V tradicionalni kitajski medicini se izvlečki iz te rastline uporabljajo pri številnih boleznih, med drugim pri sladkorni bolezni, malariji in pri Hodgkinovi bolezni.
Tudi v sodobni zahodni medicini se alkaloidi, pridobljeni iz rožnatega zimzelena (vinkristin, vinblastin), uporabljajo kot učinkovita zdravila proti raku, in sicer pri levkemijah.
Pri zaužitju je rastlina nevarna. Povzroči lahko halucinacije.
Kot okrasna rastlina je zlasti priljubljena v suhih območjih in tudi ne potrebuje bogate zemlje. V tropskih predelih cveti skozi vse leto, v toplejših zmernih podnebnih pasovih pa od pomladi do pozne jeseni. Razvili so številne kultivarje raznih cvetnih barv (bele, breskove, rdečeoranžne ...) in tudi take, ki so bolj obstojni v hladnejših predelih.

## Alkaloidi
- Vinkristin,[5] uporablja se kot učinkovina proti raku.
- Vinblastin[5]
- Ibogain[5]
- Johimbin[5]
- Raubasin[6]